# Arambarria
Arambarria is een geslacht van schimmels behorend tot de familie Hymenochaetaceae. De typesoort is Arambarria destruens.

## Soorten
Volgens Index Fungorum telt het geslacht twee soorten (peildatum mei 2023):
| Soortnaam            | Auteur(s)                   | Publicatiejaar |
| -------------------- | --------------------------- | -------------- |
| Arambarria cognata   | (Bres.) Rajchenb. & Pildain | 2017           |
| Arambarria destruens | Rajchenb. & Pildain         | 2015           |